# Viișoara, Constanța
Viișoara este un sat în comuna Cobadin din județul Constanța, Dobrogea, România. Se află în partea sudică a județului,  în Podișul Cobadin. În trecut s-a numit Caciamac (în turcă Kaçamak). La recensământul din 2002 avea o populație de 1704 locuitori.

## Geografie
Viișoara este un sat aflat in Podișul Cobadinului, situat la 42 km sud-vest de Municipiul Constanța. Denumirea veche (turcească) a satului este Caciamac, fiind folosită în prezent pentru o vale din nord-vestul satului, unde localnicii își duc animalele la păscut.

## Populație
Populația satului este reprezentată de un mozaic etnic complex, caracteristică evidentă a zonei Dobrogea.

## Personalități
- Pericle Martinescu (1911–2005), scriitor, eseist, traducător și jurnalist român